# Roberto Aussel
Roberto Aussel (* 13. Juli 1954 in Buenos Aires) ist ein argentinischer Gitarrist und Professor für klassische Gitarre.

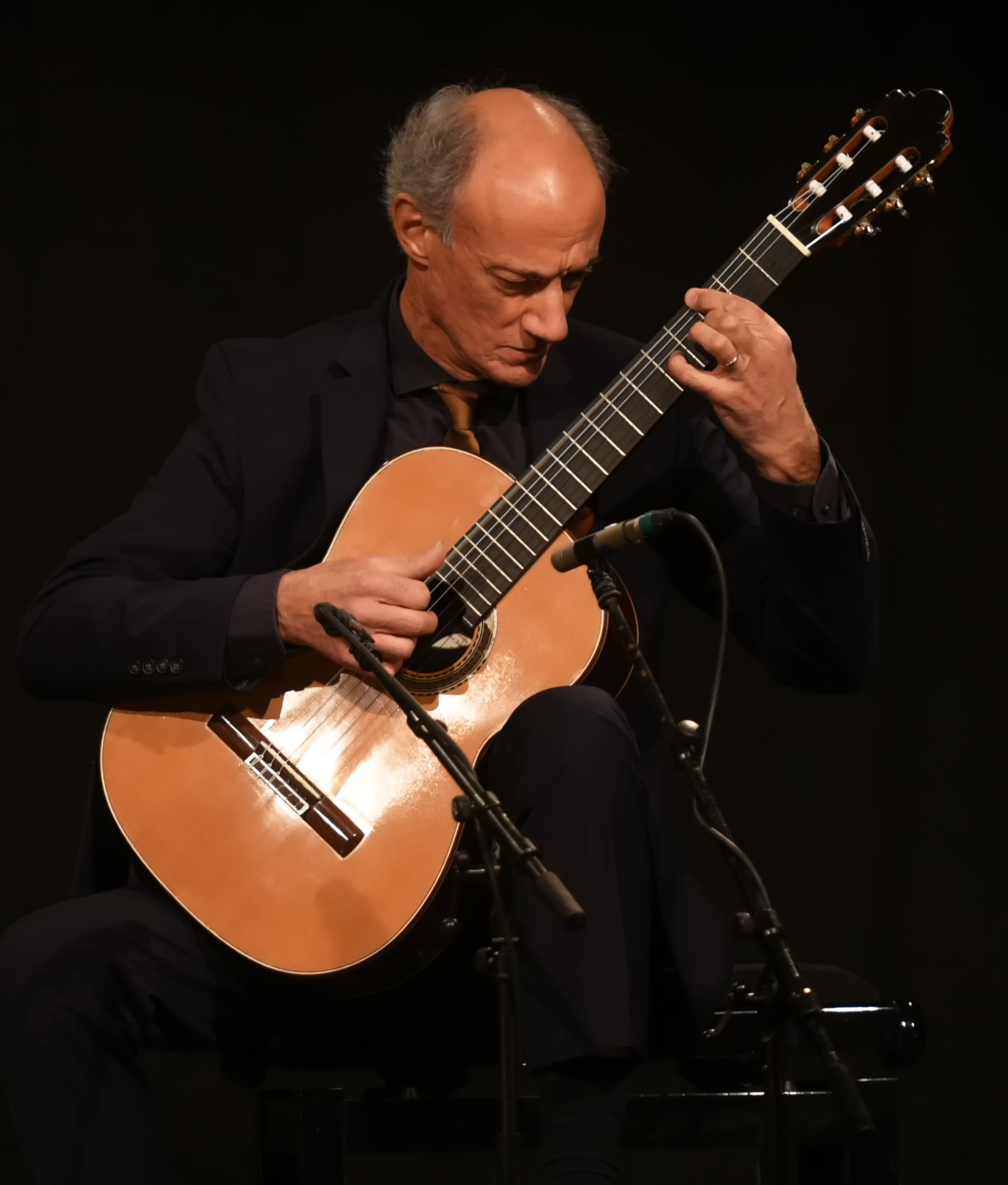
Roberto Aussel beim Hamburger Gitarrenfestival 2018

## Leben
Im Alter von sieben Jahren begann Aussel ein Gitarrenstudium beim renommierten klassischen Gitarristen Jorge Martínez Zárate. Bereits in jungen Jahren konnte Aussel bei mehreren internationalen Wettbewerben den ersten Preis gewinnen, u. a. bei der Radio France International Guitar Competition (1975) von France Musique, in Porto Alegre (Brasilien) und dem Alirio Diaz-Wettbewerb (Venezuela). 1999 bekam er den Konex de Platino-Preis seiner argentinischen Heimat verliehen.
Sein Repertoire umfasst Gitarrenmusik vom Barock bis hin zu Neuer Musik und populärer lateinamerikanischer Musik der Gegenwart. Er spielte mit zahlreichen renommierten Orchestern (z. B. London Symphony Orchestra) und Kammermusik-Ensembles. Seit 1992 macht Aussel jährlich eine Konzerttournee durch die Vereinigten Staaten von Amerika und gibt Meisterkurse unter anderem in Boston und San Francisco. 1994 wurde er Professor für klassische Gitarre an der Hochschule für Musik in Köln.
Zahlreiche berühmte Komponisten schrieben bereits Werke eigens für Roberto Aussel, so etwa Astor Piazzolla (sein erstes Werk für Gitarre überhaupt), Marius Constant, Francis Schwartz, Pascale Jakubowski, Juan María Solare und José Luis Campana.
Er ist weltweit bei bedeutenden Konzerten und Festivals (u. a. dem Forum Gitarre Wien) zu hören.